# Sheila Márquez
Sheila Márquez (Vitoria, Álava, 19 de septiembre de 1985) es una modelo española.  

## Trayectoria
En el año 2004, fue elegida chica «Interviú». Sheila fue descubierta cuando un amigo suyo insistió en que fuera a ver a su agente en Madrid, en Traffic Models. Después de firmar con Women Management en 2006 se mudó a Nueva York para proseguir su carrera de modelo. En febrero de 2007, hizo su debut en el «Milán show» de Gucci otoño, como "exclusiva". 
Ha participado en las campañas publicitarias de Neiman Marcus, Alessandro Dell'Acqua, Topshop, y DKNY. Ha desfilado en Nueva York y París para Akris, Balenciaga, Chloé, Louis Vuitton, Derek Lam, Marc Jacobs, Narciso Rodríguez, Proenza Schouler, Alexander McQueen, Givenchy, Lanvin, Yves Saint Laurent, 3.1 Phillip Lim, Behnaz Sarafpour, Thakoon, Yigal Azrouël, Y-3, rag & bone, Emanuel Ungaro, DKNY, Diane von Fürstenberg, y Peter Som. En junio de 2007 posó para la editorial W, junto con Lara Stone, fotografiada por Mario Sorrenti. Sheila dejó Women Management y firmó con Supreme Management en 2010.
Además de aparecer en la portada de Harper’s Bazaar, España edición de enero de 2011, Sheila también es la protagonista del calendario. En las doce imágenes de cada mes, aparece usando creaciones cristalizadas con Swarovski Elements. Es la primera vez que una top model española aparece en la portada de Harper’s Bazaar. Caminó en seis pasarelas para New York Fashion Week en otoño/invierno.

## Premios y reconocimientos
- 2007 Fue elegida modelo número 7 por V Magazine.com Top 10 en otoño de 2007.[9]
- 2008 Premio L'Oréal París de la Pasarela Cibeles a la mejor modelo de la pasarela.[10]
- 2013 Premio ‘Mejor actriz’ en los International Fashion Film Awards 2013.[11]
- 2013 Premio GQ a la Mujer del año, de la revista GQ Spain.